# Ioan Gliga
Ioan Gliga (n. 19 aprilie 1944, Ibănești-Pădure, județul Mureș) este un poet român, membru al Uniunii Scriitorilor din România, membru de onoare al ASTRA Brașov.
Ioan Gliga a debutat pe când era elev în revista Muguri a Colegiului Național Andrei Șaguna din Brașov, sub îndrumarea scriitorului Constantin Cuza, mai târziu în revista ASTRA cu versuri diafane, mărturisind candoare și aspirații solare. Apoi, timp de cincisprezece ani, și-a risipit generos poemele prin ziare și reviste. I s-a decernat Premiul Tribuna la Festivalul de poezie „Laudă-se Omul și Țara” din Sighetu Marmației. A colaborat la emisiuni ale Radio Cultural și la posturile de televiziune locale și naționale.
Este prezent în antologiile: „Pământule, de-acasă...” (Editura Eminescu, 1983), „Cu tot ce am aparțin acestui pământ” (Editura Eminescu, 1986), „Eminescu – pururi tânăr. Dedicații lirice” (Editura Litera-David, Chișinău-București, 1998).
Frecvent, Ioan Gliga se regăsește în lumea gingașă a copilăriei. Va dărui așadar celor mici, în colaborare cu fiica sa, artista Luminița Gliga, volumele : „Copacul fermecat”, „Micuțul vânător”, poemul „Gărgăriță Împărat și furnicuța Ruța”, „Anotimpuri”, „Ghicitori”, „Alfabetul de-nvățat”. Pentru aceste scrieri a fost distins, în 1995 și 1997, cu două premii ale Filialei Brașov a Uniunii Scriitorilor din România.
A publicat de asemenea volumul de poezie „Clipe și treceri” (Editura Arania, 1992), „Baladele T” (Editura Dealul Melcilor, 2001), „De veghe la candoare” (Editura Axilon, 2004).

## Aprecieri critice
- "Ioan Gliga este unul dintre poeții cetății. Prezent mereu cu versuri în publicistica brașoveană și aproape anual cu un volum, poetul s-a impus ca o voce inedită în peisajul literar. Cultivând un vers clasic, poezia sa, în egală măsură, rezumându-se în liric și social, nelipsindu-i umorul, reflectă o conștiință literară impregnată de problemele cotidianului." (Doru Munteanu)
- "Poezia lui Ioan Gliga izvorăște din tiparele sufletului său ce vibrează puternic în versurile pe care le scrie. Poetul își trege seva din marii poeți ardeleni, închinând valoroase poeme străbunilor și gliei strămoșești, celor care au luminat limba și cultura noastră română, apropiindu-se cu smerenie și talent de memoria lor. Natura în creația sa este abordată cu gingășie, poemele sale fiind delicate icoane literare. Fin observator, prin recentele sale poeme satirice, Ioan Gliga rămâne o oglindă a prezentului în care vom putea privi spre tranșeele tranziției." (acad. Alexandru Surdu)
- "Ioan Gliga este autorul poemului antologic «ROBERT» (în volumul „Clipe și treceri”, Editura Arania, Brașov) remarcabil prin căderea muzicală de ape și prin ideistica aluzivă, retrasă din silogism: îmi amintește de lirica la vârf a poeților adunați în Cercul Literar de la Sibiu, spirite baladești într-o ogivă gotică, precum Ștefan Augustin Doinaș, cu „Mistrețul cu colți de argint”, o capodoperă a literaturii române. Dăm aici, iată, peste osuarii, însă, ca-n gravurile misterioase uitate sub pereții de catedrală, lumânările fumegă tainic și împrăștie arome sacre, funebralul e aici îmblânzit, deși nu i se răpește nimic din patima nocturn-enigmatică." (Aurel I.Brumaru)